# Kailash

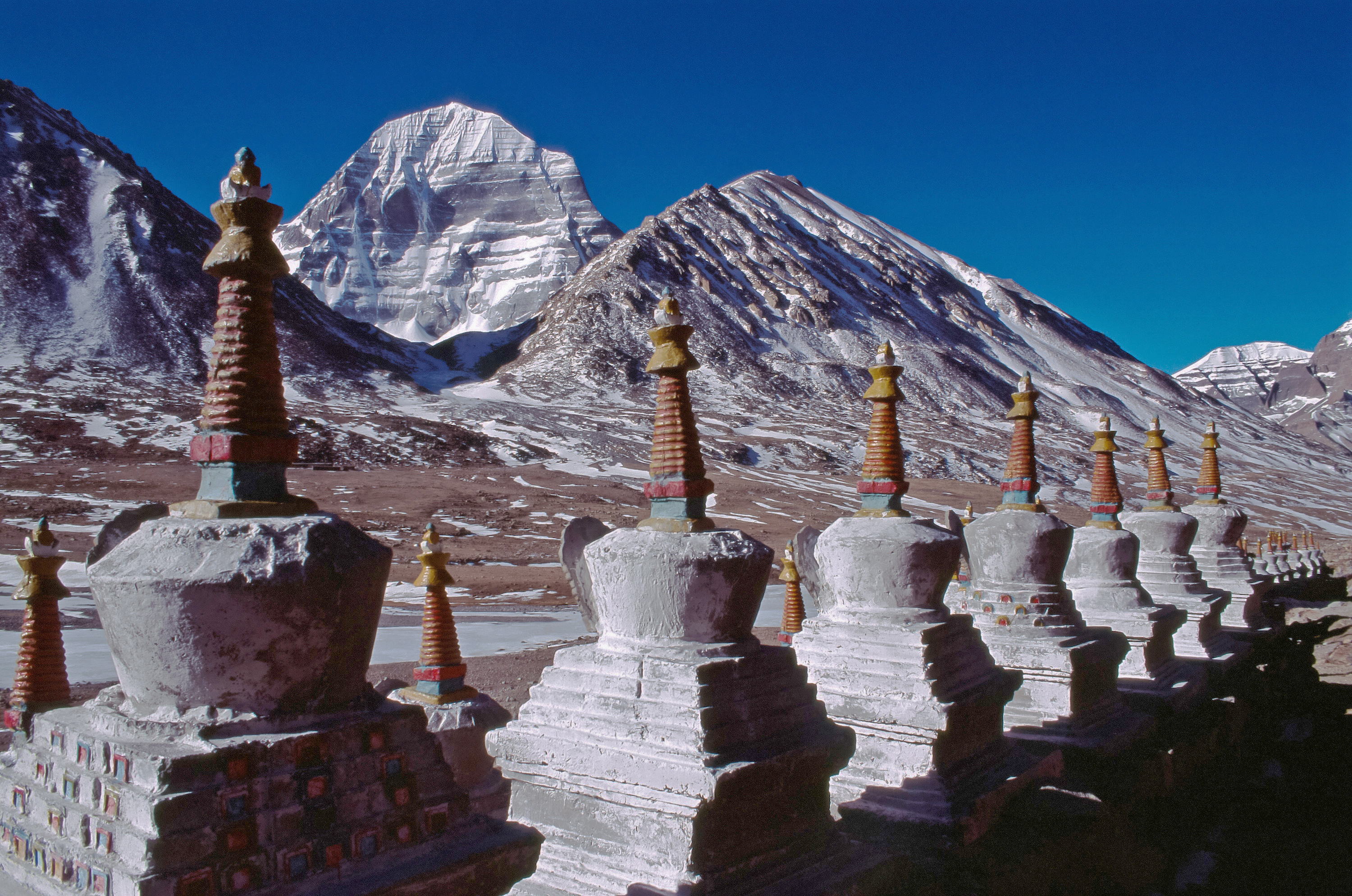
Chörtens bij de Kailash

Kailash (ook Kailas, Kailasa of Kangrinbogê Feng), op 6718,2 m hoogte, is de bron van de langste rivieren van India: de Indus, de Sutlej en de Brahmaputra. De berg ligt bij het meer van Manasarowar en het meer van Rakshastal in Tibet. De berg is te bereiken via de nationale weg G219.

## De naam
Het woord Kailash betekent kristal in het Hindi. De Tibetanen noemen het Ghang Rimpoche of Khang Ripoche hetgeen kostbaar juweel van sneeuw betekent. Andere namen zijn Meru en Tise. Binnen het jaïnisme staat de berg bekend als Ashtapada.

## Religieuze waarde
De berg wordt beschouwd als heilig binnen het hindoeïsme, Tibetaans boeddhisme, jaïnisme en de bön.

### Hindoeïsme
De hindoes geloven dat Kailash de woning van Shiva is en een bedevaartplaats. De oude Aryan noemden de berg Meru en geloofden dat de top de paradijselijke stad Indra, de Vedische god van de stormen, was. De berg is het pad naar de stad van Indra en het pad naar de sterren, waar de dode zielen tussen bloesemende bomen stonden te wachten op een wedergeboorte. Sommige religieuze tradities geloven dit nog steeds.
Volgens verhalen in het hindoeïsme bevindt Shiva zich op de top van de berg. De berg is Shiva's linga en het meer Manasarowar is de yoni van Shiva's vrouw.
Volgens de Puranas is de berg het centrum van de wereld en de vier zijkanten zijn gemaakt van kristal, robijn, goud en lapis lazuli. Het is het midden van de wereld en het centrum van wereldmandala in het hart van zes bergketens die een heilige lotus symboliseren. De vier rivieren stromen vanuit Kailash naar de vier windrichtingen van de wereld en verdelen in de wereld in vier gebieden.

### Boeddhisme
Binnen het Tibetaans boeddhisme gelooft men dat Kailash het domein van de boeddha Demchok (Chakrasamvara) is en ultieme gelukzaligheid voorstelt.
De traditionele legende is dat Milarepa, wijsgeer in het tantrisch boeddhisme, in Tibet aankwam om tegen Naro-Bonchung, een wijsgeer in de bön, te strijden om te zien wie de beste was. Beide magiërs begonnen een angstaanjagend gevecht met hun magie, maar geen van beide was in staat de ander te verslaan. Er werd besloten dat degene die het snelst de top van de berg Kailash kon bereiken de winnaar was. Naro-Bonchung ging op een magische trommel zitten en vloog naar de top en Milarepa bleef gewoon zitten te mediteren. Iedereen dacht dat Milarepa zou verliezen, maar vlak voordat Naro de top had bereikt maakte Milarepa een mudra en de zonnestralen transporteerden hem naar de top en hij won de competitie en bracht vervolgens het boeddhisme naar Tibet.
Ook binnen het Tibetaans boeddhisme wordt de berg als centrum van wereldmandala gezien.

## Bedevaart
Elk jaar maken duizenden een boeddhistische bedevaartstocht naar de heilige berg Kailash. Pelgrims in Tibet van vele religieuze tradities geloven dat het in een cirkel om de berg lopen (de Kora) een heilig ritueel is dat veel geluk brengt. De route wordt met de klok mee gelopen door de hindoes en de boeddhisten, maar de jaïns en bönpo lopen tegen de klok in. Het pad om de berg is 52 kilometer lang. Het begin- en eindpunt is het dorp Tarchen, op een hoogte van ongeveer 4800 meter. De Drolma La-pas ligt op 5630 meter hoogte. Net na de pas op 5603 meter hoogte ligt het Gauri Kund-meer, ook wel het meer van Compassie.
De tocht kan in een dag worden gedaan. Om 4 uur 's ochtends zijn de eerste bedevaartgangers dan ook al voor zonsopkomst onderweg. Velen doen de tocht in prostraties: de pelgrims buigen, knielen, gaan languit liggen en staan weer op, bidden en gaan verder waar de handen de grond hebben geraakt en doen dit de gehele 52 kilometer en sommigen doen zijdelingse prostraties. Moeilijke stukken terrein mogen niet worden overgeslagen en het weer kan extreem zijn. Er is een gezegde dat degene die 108 keer om de berg heen gaat in dit leven volledig verlicht zal worden en er zijn pelgrims die dat serieus nemen en het ook doen.
Het beklimmen van de berg is binnen de vier tradities in het Tibetaans boeddhisme ten strengste verboden en het pad mag niet aan de binnenkant worden verlaten. Tussen 1950 en 1979 was de berg voor iedereen afgesloten, maar sinds 1979 wordt de bedevaart weer toegestaan. Het startpunt van de Kora is het dorp Tarchen, op enige dagen (per jeep) ten westen van Lhasa.